# Saint-Fort-sur-Gironde
Saint-Fort-sur-Gironde – miejscowość i gmina we Francji, w regionie Nowa Akwitania, w departamencie Charente-Maritime.
Według danych na rok 1990 gminę zamieszkiwały 1012 osoby, a gęstość zaludnienia wynosiła 42 osób/km² (wśród 1467 gmin regionu Poitou-Charentes Saint-Fort-sur-Gironde plasuje się na 306. miejscu pod względem liczby ludności, natomiast pod względem powierzchni na miejscu 281.).